# 米澤車站
米澤車站（日语：〔〕／ Yonezawa eki */?）是一位於日本山形縣米澤市驛前一丁目，由東日本旅客鐵道（JR東日本）所經營的鐵路車站。米澤是JR東日本所屬的主要幹線奧羽本線與地方交通線米坂線的交會車站，也是米澤市的主車站。除此之外，由於以奧羽本線部分路段進行規格升級而成、與奧羽本線共用部分路線的山形新幹線也有在本站停車，因此米澤也可視為是山形新幹線與奧羽本線（或又稱為「山形線」）之間的轉車站之一。
米澤車站在2002年時入選東北車站百選（東北の駅百選）。除此之外，由於米澤市是日本著名的肉牛品種、米澤牛的產地，因此車站內所銷售的車站便當（駅弁）大都是以牛肉作為主要菜色基礎。

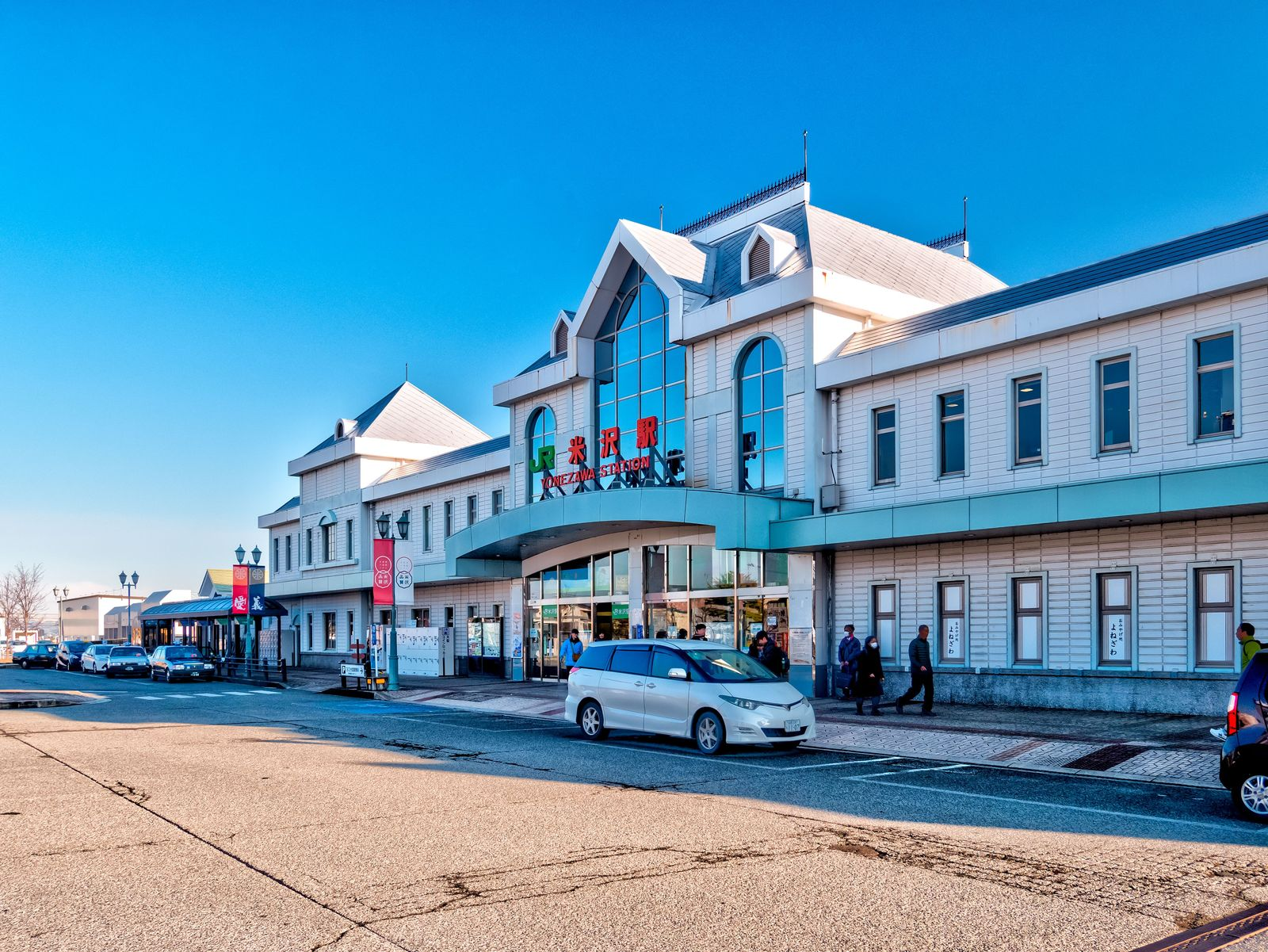
西口(2020年1月)

## 車站結構

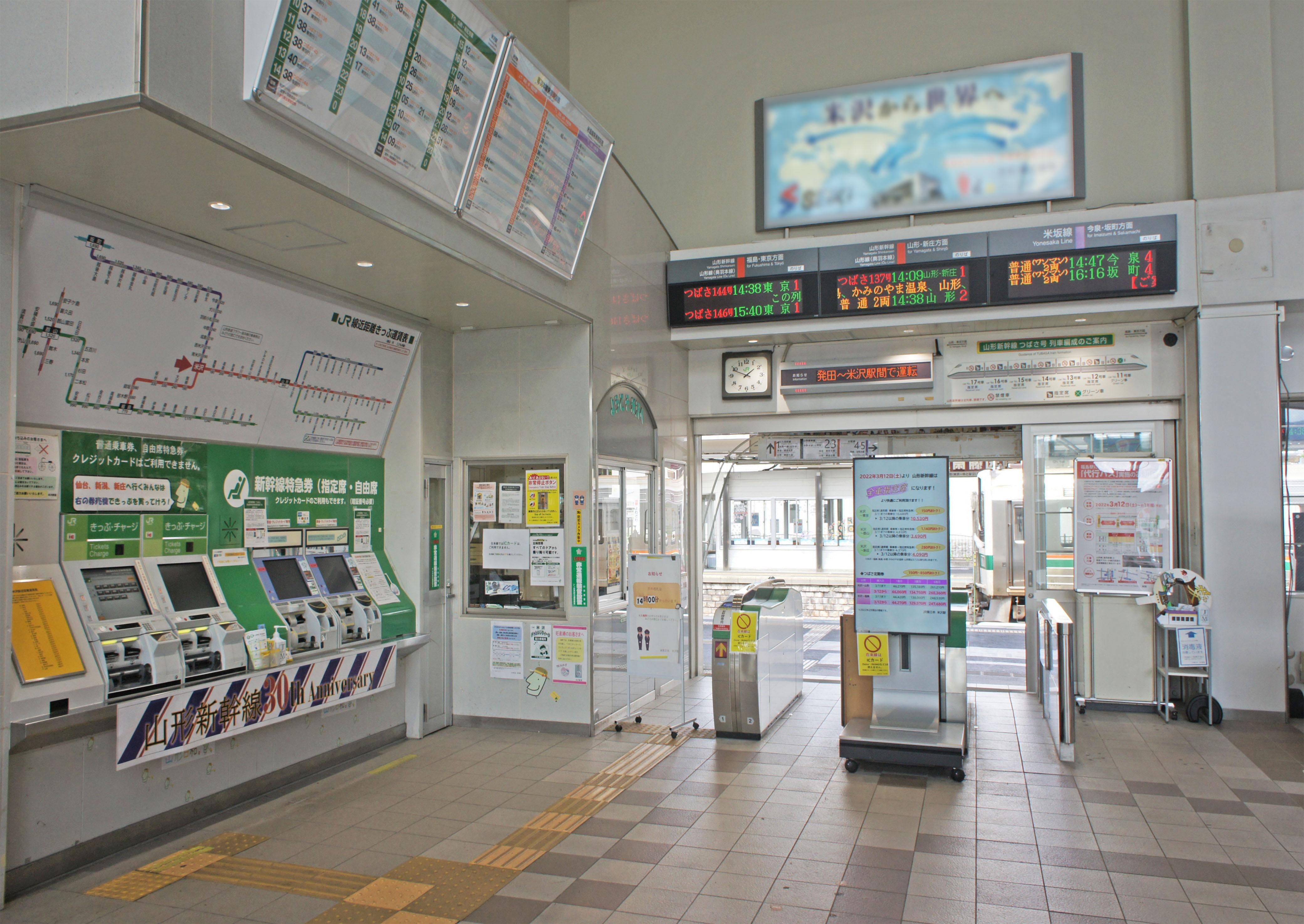
閘口(2022年5月)

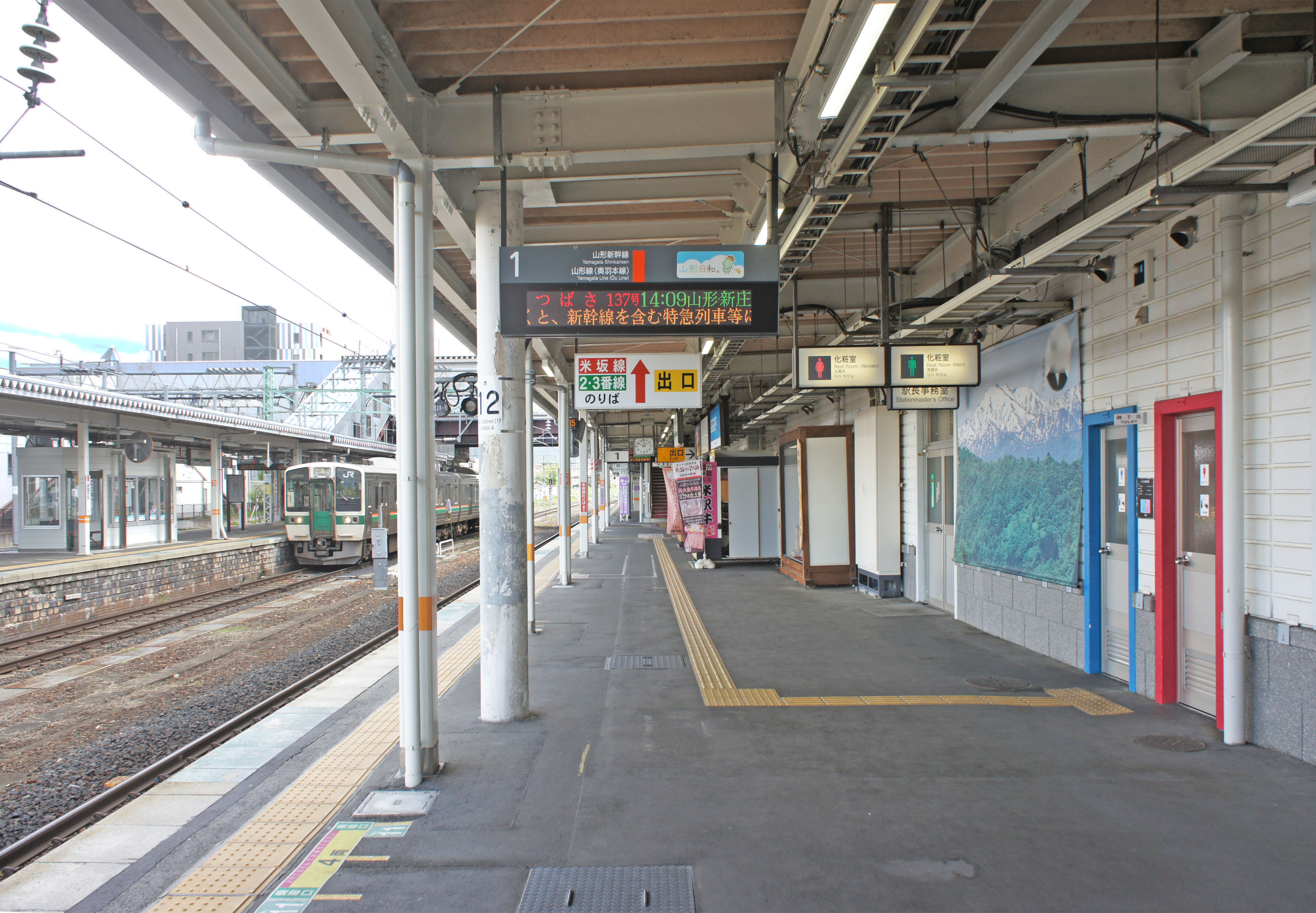
1號月台(2022年5月)

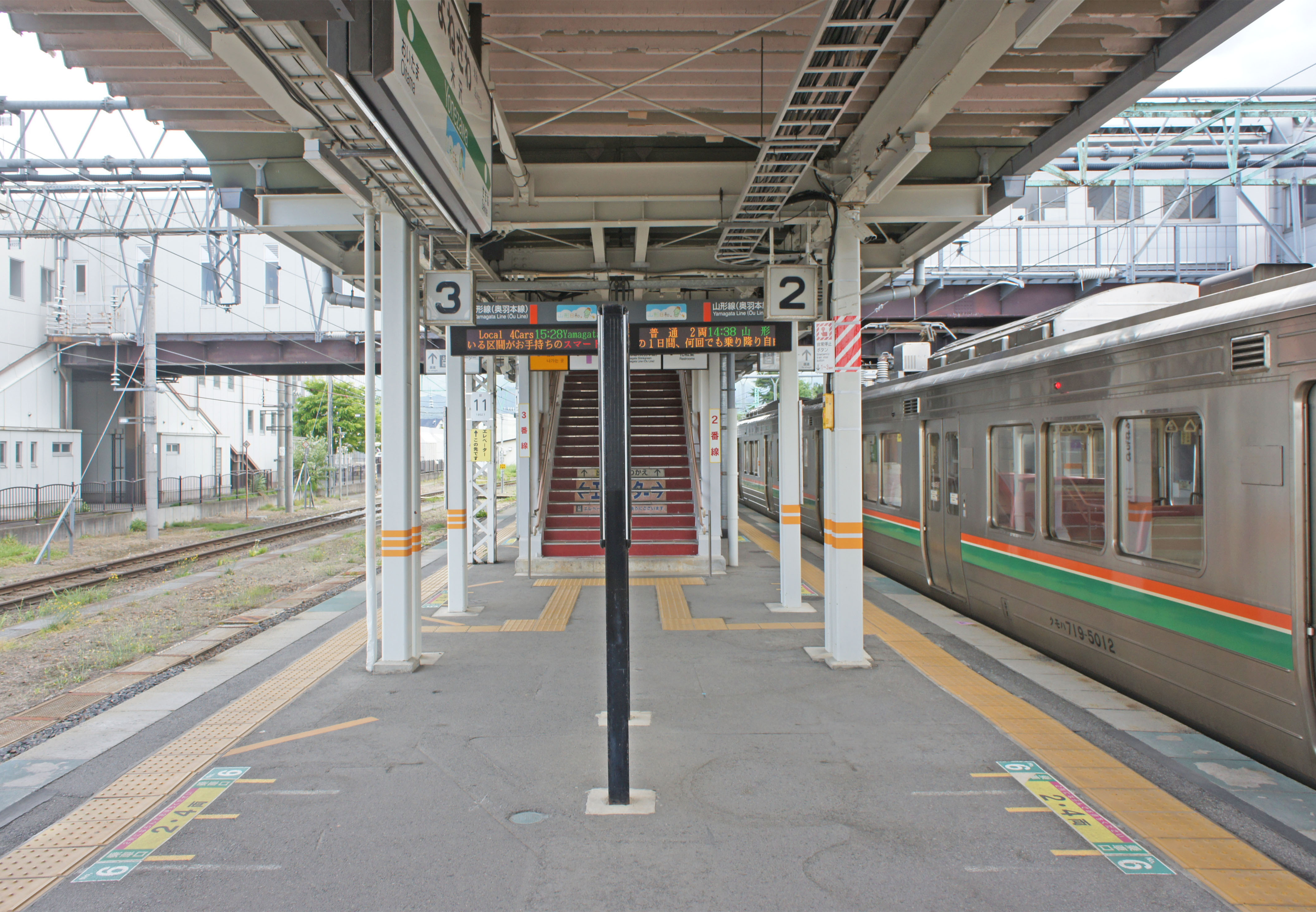
2號與3號月台(2022年5月)

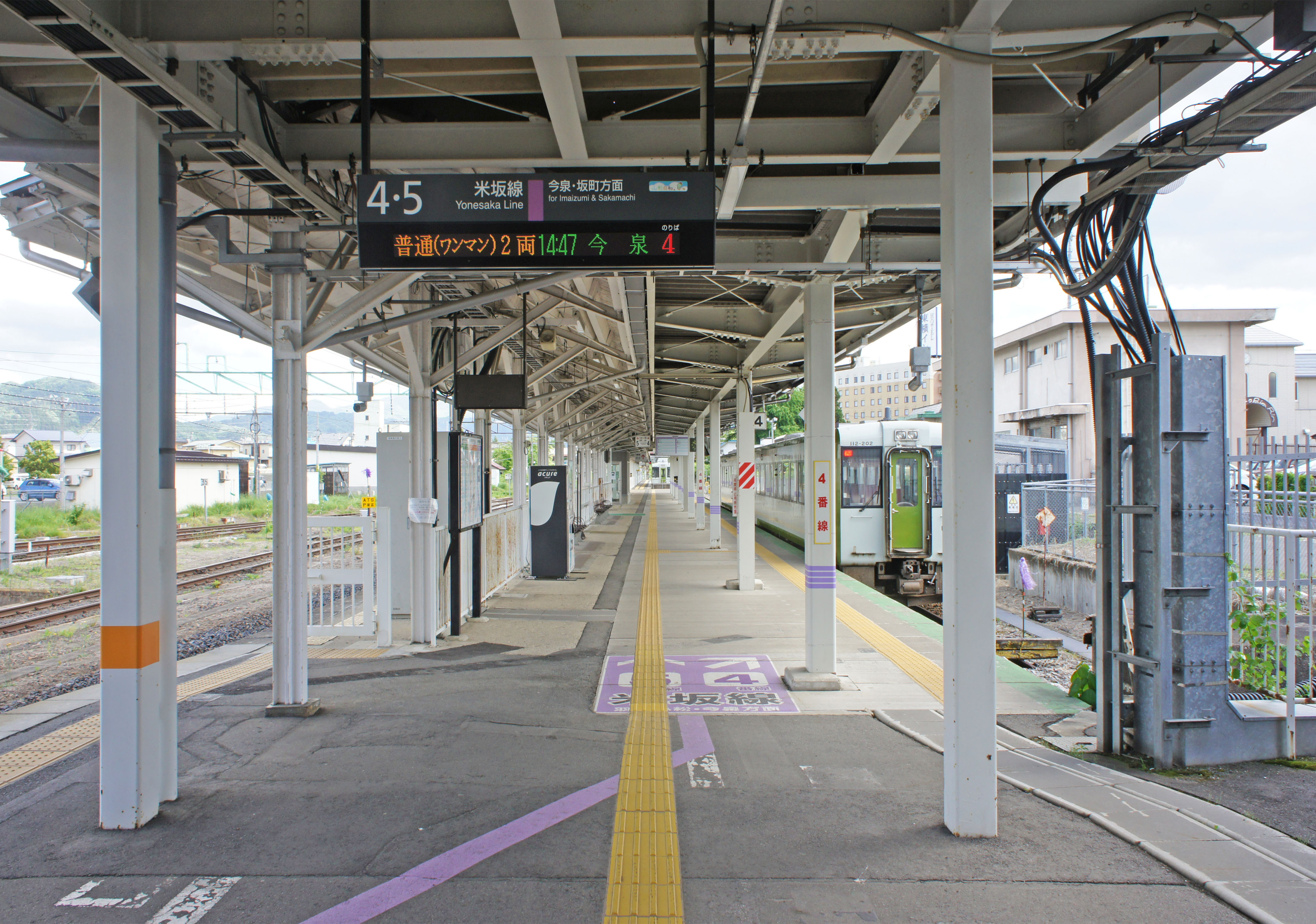
4號與5號月台(2022年5月)

2面5線的地面車站。1、4、5號月台（山形新幹線、米坂線）為切欠式月台1面3線。2、3號月台（奧羽本線）為島式月台1面2線。

### 月台配置
| 月台 | 路線              | 方向            | 目的地                             |
| ---- | ----------------- | --------------- | ---------------------------------- |
| 1    | ■山形新幹線       | 下行            | 山形、新庄方向                     |
| 1    | ■山形新幹線       | 上行            | 福島、東京方向                     |
| 1    | ■山形線（標準軌） | 下行            | 山形、新庄方向                     |
| 2    | ■山形新幹線       | 下行            | 山形、新庄方向（只限交會時）       |
| 2    | ■山形新幹線       | 上行            | 福島、東京方向（只限交會時）       |
| 2    | ■山形線（標準軌） | 下行            | 山形方向                           |
| 2    | ■山形線（標準軌） | 上行            | 福島方向                           |
| 3    | ■山形線（標準軌） | 下行            | 山形方向                           |
| 3    | ■山形線（標準軌） | 上行            | 福島方向                           |
| 4、5 | ■米坂線（窄軌）   | ■米坂線（窄軌） | 今泉、羽前椿、小國、坂町、新潟方向 |

## 相鄰車站
東日本旅客鐵道
■山形新幹線
福島－米澤－高畠
■山形線（奥羽本線）
關根－米澤－置賜
■米坂線
米澤－南米澤

## 外部連結
- 米澤車站（JR東日本） （页面存档备份，存于）

37°54′34″N 140°7′41″E / 37.90944°N 140.12806°E